# 実範
実範（しっぱん、生年不詳 - 1144年〈天養元年〉）は、平安時代後期の僧。戒律の復興者。父は参議藤原顕実。字は本願。蓮光少将上人・中川中将上人・中川律師とも称される。
興福寺で法相教学を、醍醐寺の厳覚と高野山の教真に真言密教を、比叡山横川の明賢から天台教学を学んだ。一時大和国忍辱山円成寺に隠棲したが、のちに中川寺成身院を開いて真言密教・天台・法相兼学の道場とした。また唐招提寺の荒廃を嘆き、戒律復興を唱えて1122年（保安3年）『東大寺戒壇院受戒式』を定めた。藤原忠実・藤原頼長・藤原宗忠などの帰依を受け、晩年は浄土教に傾倒し、山城国光明寺に移り、この地で入寂した。

## 生涯

### 出生
『元亨釈書』によれば、藤原顕実（1049-1110年）の第4子とされる。出生年は明らかではない。『尊卑分脈』によれば、父・顕実には、資信、実重、相実、実範、浄顕、静慶の6子がある。長子の資信（1080-1156）、第3子の相実（1088-1165）の出生年時や、実範について伝わる記録から、出生年は、1089年（寛治3年）頃と推測されている。
『元亨釈書』には、初めに興福寺に投じて相宗を学んだとある。入寺の年齢や、いつごろまで続いたかは明らかではないが、この間、法相教学の研究に力を注ぎ、法相唯識の研修に傾倒していたことが後の著作からも窺い知ることができる。興福寺での研修が、後の密教研究の基礎となったと考えられる。

### 中川寺成身院建立
興福寺では、法相教学を学びながら密教を研修する専門道場の存在は許されず、実範は、興福寺の学場を離脱し、しばらく忍辱山円成寺に隠棲した。『元亨釈書』には、初めに忍辱山に住み、花を摘んで中川山に至り、地の勝形を見て官に申して伽藍を建てたとある。中川山（現在の奈良市中ノ川）の地は、興福寺から行くと、忍辱山の円成寺に至る道と、弥勒信仰の聖地として栄えた笠置寺に至る道との分岐点にある。実範は、別所建立には相応しい場所ととらえ、ここに金剛界の成身会になぞらえ、成身院を建立し、真言・法相・天台の三宗兼学の寺とした。いわゆる中川寺である。実範は、1112年（天永3年）頃から30年近くにわたりこの地に在住し、中川寺の造営と、教学の発展に力を注いだと考えられる。宮中貴族とのつながりは濃厚であったことが認められる。

### 戒律の復興
仏教界の戒律の衰微を憂えて、唐招提寺に持戒伝律の師を尋ね、四分律などの研究を行った。
興福寺の欣西らの懇請を受け、南都の戒律復興に乗り出し、1122年（保安3年）8月に『東大寺戒壇院受戒式』を撰述した。鑑真の弟子法進が作った『東大寺受戒方軌』や、道宣の『戒壇図経』等を参照して、作られたものである。この受戒式が実際にどの程度行われたかは問題があるが、実範をもって南都戒律中興の祖と仰ぐのは、この受戒式によるものである。実範は、成身院を中心に、戒律の高揚、持律の必要性を説いた。行尊・蔵俊などに戒を授け、1139年（保延5年）10月には知足院藤原忠実の平等院での出家にあたり、戒師を務めた。実範の戒律の中興は、やがて鎌倉時代の南都戒律の復興の原動力となったとされる。
なお、『東大寺戒壇院受戒式』撰述の懇請者である欣西は、42歳にして中川寺に入り、以後32年間、戒律を守った生活をした。

### 実範と浄土教、及び覚鑁との思想交流
高野山に大伝法院を建立し密教教学の研究を奨励した覚鑁（1095-1143）と、中川寺成身院を建立した実範（凡1089-1144）は、同時代の密教学者である。大伝法院と成身院が荘厳さにおいて相ならぶものであったと同時に、両者の学風も一致し、また思想交流も認められる。覚鑁の『一期大要秘密集』は、実範の『病中修行記』に素材を求めて作られたものと考えられる。

### 入寂と没後

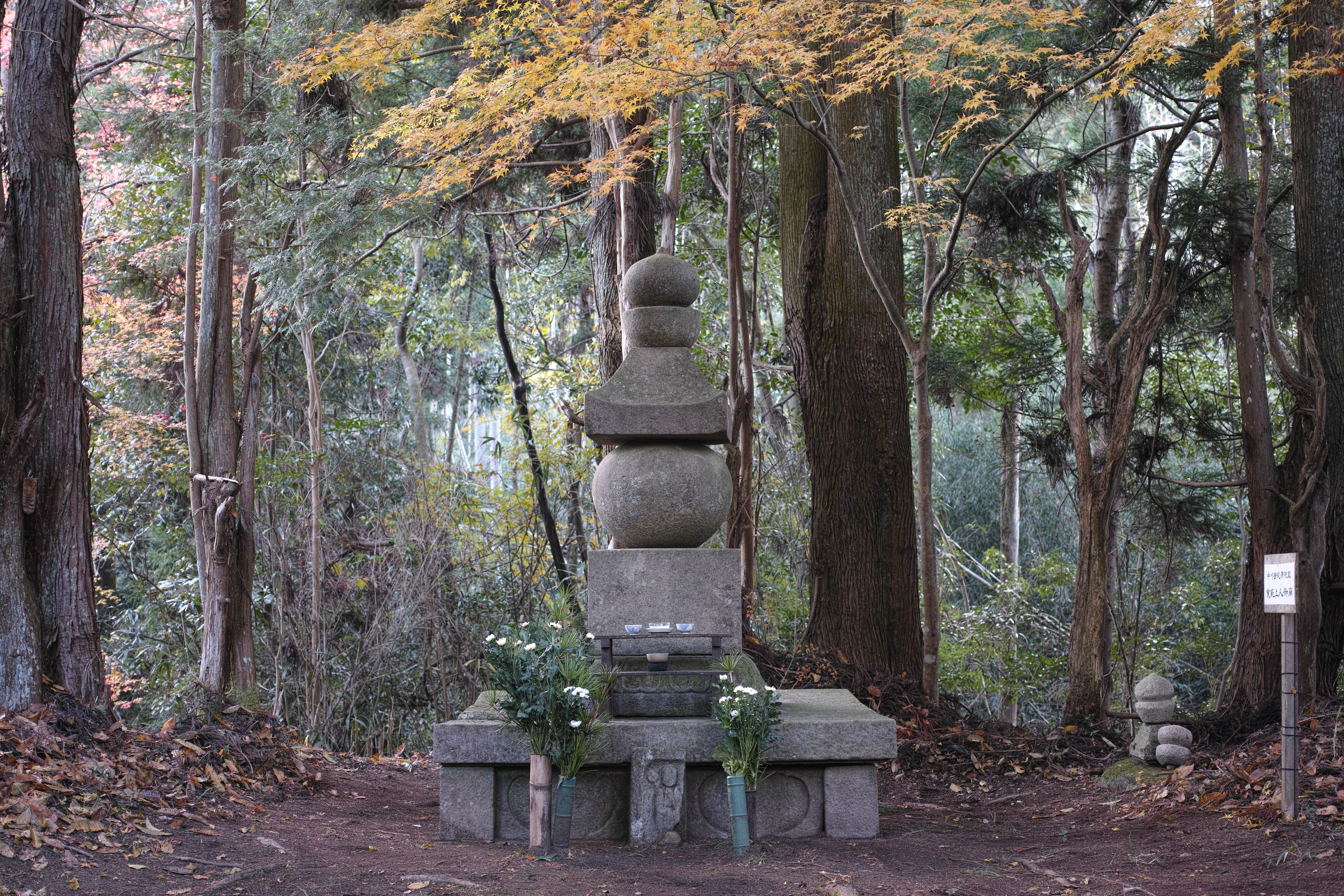
実範上人御廟塔

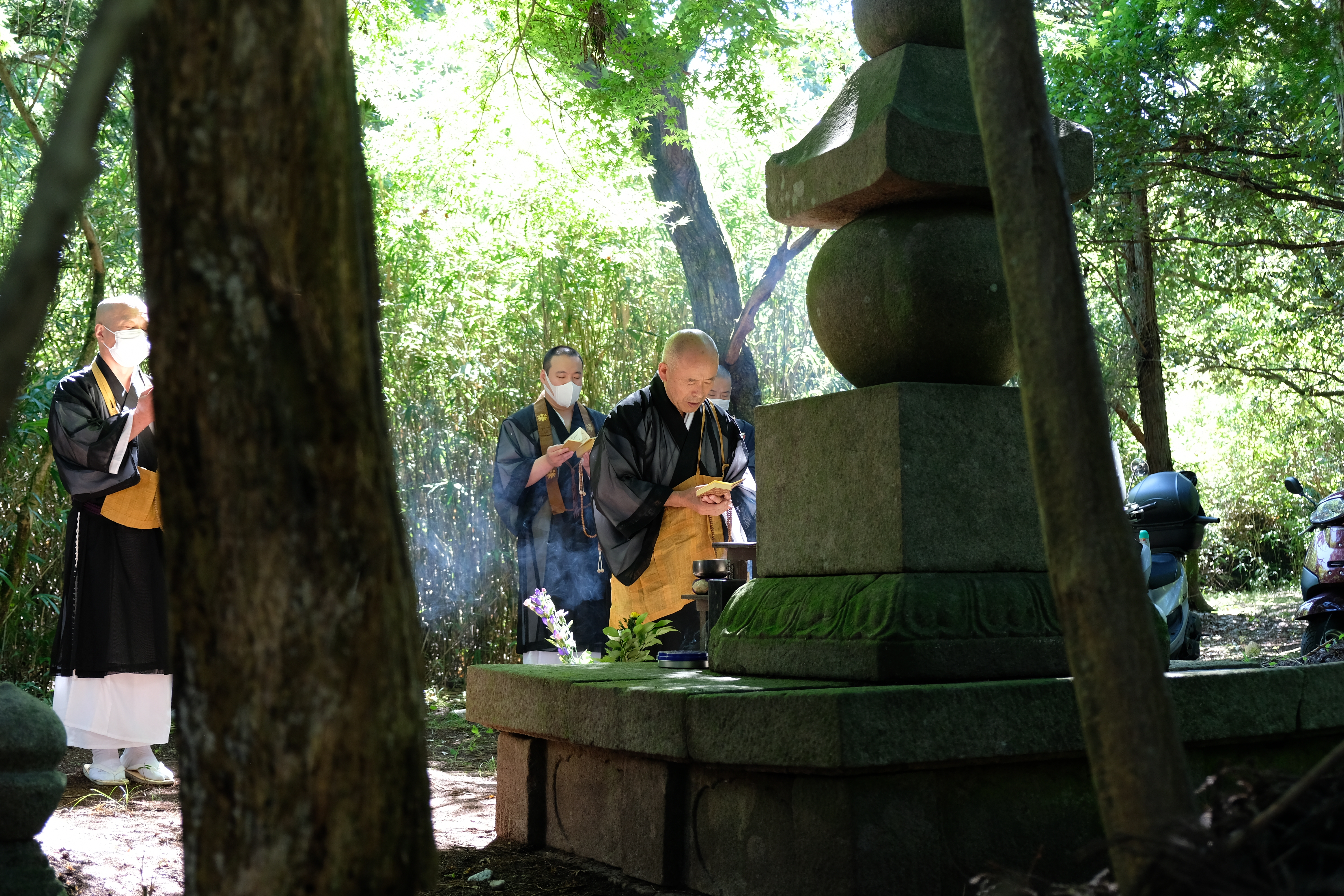
奈良市中ノ川町実範上人御廟塔御命日法要（2021年9月10日）

晩年は、30年近く止住した中川寺成身院を後にして、1141年（保延7年）のころ、光明寺に移り、1144年（天養元年）9月10日に入寂したことが伝えられている。命日には、中川寺跡の地に残る「実範上人御廟塔」(五輪塔)において、古くから縁の深かい近隣の寺々（興福寺、般若寺、浄瑠璃寺、岩船寺等）により、法要が営まれている。

### 略年表
- 1103年（康和5年）8月4日に、「高野贈大僧正遺誠」を書写。
- 1110年（天仁3年）正月には、宮中の御修法に出仕。この事実から、密教への関心が早くから芽生えていたことが想像される。
- 1111年（天永2年）唐招提寺に入る。
- 1116年（永久4年）、醍醐寺にゆき厳覚より密法をうける。10月13日、小野の曼荼羅寺で入壇灌頂を受ける。
- 1117年（永久5年）、東大寺で行尊、覚行等の35人に具足戒を授ける。
- 1118年（永久6年）以降の御修法交名にたびたび名が見いだされる。宮中にも早くからその名が知られていたことを示すものと考えられる。
- 1122年（保安3年）8月4日、『東大寺戒壇院受戒式』を作る。
- 1127年（大治2年）、南御方遁世の際に戒師となっている。　（『中右記』より）
- 1127年（大治2年）11月3日、高野山御塔の落慶供養にて唱礼をつとめる。この落慶供養は白河・鳥羽両上皇が高野山に行幸し営まれたもの。声明の方面でも達人であったことが推察される。
- 1129年（大治4年）、成身院梵鐘が鋳造される。
- 1134年（長承3年）、大相国北方出家の際に戒師となっている。
- 1141年（保述7年）『覚禅鈔』の記事により、すでに光明山に移っていたことがうかがえる。
- 1142年（康治元年）8月6日、実範に帰依していた藤原頼長が、千手観音像を送り病気平癒を祈願させる。
- 1144年（天養元年）6月、藤原頼長の自宅にて、如意輪観音の開眼供養を行う。
- 1144年（天養元年）9月10日、光明山寺にて入寂す。

## 著書
戒律復興関係
- 『東大寺戒壇院受戒式』1122年（保安3年）（『日本大蔵経』、『大日本仏教全書』所収）

浄土教関係
- 『観無量寿経科文』1巻
- 『般舟三昧経観念阿弥陀仏』1巻
- 『往生論五念門行式』1巻[注 5]
- 『眉間白毫集』1巻
- 『臨終要文』1巻
- 『病中修行記』1巻、1134年（長承3年）（『真言宗安心全書』所収）

密教関係
- 『大経要義鈔』　7巻（『日本大蔵経』（密教部章疏巻1ノ上）、『大日本仏教全書』（第42巻）所収）
- 『大日経序分義』　1巻（『日本大蔵経』（密教部章疏巻上ノ二）所収）
- 『阿字義』　3巻（『大正新脩大蔵経』（第77巻）所収）
- 『阿字要略観』（『大正新脩大蔵経』（第77巻）所収）
- 『理趣釈口決鈔』7巻（『日本大蔵経』（理趣経釈章疏一）所収）
- 『菩提心論聞見鈔』2巻
- 『理観』1巻
- 『観自在王三摩地』1巻（『実範の阿弥陀観』（智山学報 50巻(2001)）に東寺観智院所蔵『観自在王三摩地』の翻刻あり）